# Re:BIRTHDAY SONG〜恋を唄う死神〜
『Re:BIRTHDAY SONG〜恋を唄う死神〜』（リ・バースデーソング〜こいをうたうしにがみ〜）は、Honeybeeより2015年1月30日に発売されたPC用乙女ゲーム。ここでは死神彼氏シリーズについても説明する。

## Re:BIRTHDAY SONG

### ストーリー
天国と地獄の境目には死神を養成する『死神養成学校』があった。
死神候補生として集められた元人間は、同じく死神候補生とペアになって死神を目指す。だが、誰からも選ばれなかった主人公は、落ちこぼれ達の集まる特別補習組へ行くことに。
彼らの中からパートナーを選ばなくてはならなかったが、一癖ある人ばかりだった。

### 登場人物
ココロ（名前変更可能）
Re:BIRTHDAY SONGの主人公。誰にも物怖じせず明るく接することができる。ただし成績はあまりよくなく落ちこぼれ。現世での記憶があやふやで、自身に関してわかっていないことが多い。
カイリ
声 - 福山潤
17歳。7月12日生まれ。173cm。
誰にも分け隔てなく接する明るい青年。しかし自分に不都合なことは笑顔で誤魔化す癖も。頭の回転が速く成績は優秀。なぜ特別補習組に落とされたのかは不明である。
ヨル
声 - 前野智昭
17歳。1月9日生まれ。175cm。
無愛想で生真面目な性格。しかし実際は面倒見が良く家庭的な能力も高い。前のパートナーとうまくいかず卒業試験前日に逃げられ浪人してしまったため、特別補習を受けることになった。幸薄い青年である。
アメ
声 - 松岡禎丞
15歳。6月3日生まれ。165cm。
何があっても冷静で自分の思ったことを素直に伝えることができる。だが、相手を怒らせてしまうことも。
特別補修組のなかでは一番年下のため弟的な存在だが、実は冥府に誰よりも長く居るため死後の世界の知識が豊富。
シュン
声 - 近藤孝行
16歳。11月12日生まれ。180cm。
口が悪く、ちょっとしたことですぐに怒ってしまう程気が短いが、気心がしれた相手には優しさを見せる。死神になることにあまり興味がなくサボってばかりいたため特別補習に参加することに。
ナミ
声 - 諏訪部順一
特別補習組の面倒を見ている教師。死神としての地位は高いが常にやる気がなく、生徒たちの前ではダラダラしている。愛煙家であり、隙を見つけては現世から煙草をこっそりくすねている。

#### その他の人物
ゼン
声 - 日野聡
リッカ
声 - 立花慎之介
ヒイロ
声 - 西田雅一
ユユ
声 - 五十嵐裕美
一見、猫に見えるが実はナミの使い魔で人間の姿になることも出来る。
校長先生
声 - 林大地

## Un:BIRTHDAY SONG

### ストーリー
ありふれた毎日を過ごす女の子の前に、ある日、風変わりな格好をした見知らぬ男2人が現れる。
男達は、「お前の余命はあと1ヶ月だ」と告げる。
自身のことを「死神」と名乗る彼らに1ヶ月後には魂を渡さなくてはならないのだという。
その前に彼女は叶えたい願いがあった。それは、片想いの相手に想いを伝えることだった。

### 登場人物
神乃ほとり（名前変更可能）
Un:BIRTHDAY SONGの主人公。人見知りしがちな内気な女の子。同じクラスの静流に片想いしている。突然現れた死神のゼンとリッカに余命があと一ヶ月だと告げられる。
ゼン
声 - 日野聡
19歳。8月8日生まれ。180cm。
俺様気質で自分より優れた死神はいないと思っている。ただし、変なところでドジを踏んでしまうことがあり、尻拭いは全てリッカが行っている。特別補習組をからかいに死神養成学校に行くこともしばしば。
リッカ
声 - 立花慎之介
20歳。9月18日生まれ。174cm。
死神としてのゼンのパートナー。ゼンの起こした揉め事を裏でこっそり後始末している。普段は無口だが喋ると毒舌家。冷めた考えの持ち主で、現世の魂は全て地獄に送ればいいと思っている。
早坂静流（はやさかしずる）
声 - KENN
高校2年生。5月11日生まれ。176cm。
裏表がなく、どんな相手とも分け隔てなく接することができる。そのためクラス内だけでなく、学年中から人気が高い。主人公の憧れの人である。

#### その他の人物
アイラ
声 - 長縄まりあ
ソラ
声 - 広瀬裕也

## 関連商品

### CD
死神デートシリーズ
死神彼氏シリーズ 死神デート 『Re:BIRTHDAY SONG vol.1-ナミ-』（CV:諏訪部順一）
死神彼氏シリーズ 死神デート 『Re:BIRTHDAY SONG vol.2-シュン-』（CV:近藤孝行）
死神彼氏シリーズ 死神デート 『Re:BIRTHDAY SONG vol.3-アメ-』（CV:松岡禎丞）
死神彼氏シリーズ 死神デート 『Re:BIRTHDAY SONG vol.4-ヨル-』（CV:前野智昭）
死神彼氏シリーズ 死神デート 『Re:BIRTHDAY SONG vol.5-カイリ-』（CV:福山潤）
死神彼氏シリーズ 死神デート 『Un:BIRTHDAY SONG vol.6-ゼン-』（CV:日野聡）
死神彼氏シリーズ 死神デート 『Un:BIRTHDAY SONG vol.7-リッカ-』（CV:立花慎之介）
死神彼氏シリーズ 死神デート 『Un:BIRTHDAY SONG vol.8-早坂静流-』（CV:KENN）

### 書籍
Re:BIRTHDAY SONG-恋を唄う死神- Star Light Festival（ノベライズ、箸：佐々木禎子、挿絵：さとい）
Re:BIRTHDAY SONG-恋を唄う死神-（コミカライズ、作画：皆川ハル）